# Cuphea bombonasae
Cuphea bombonasae är en fackelblomsväxtart som beskrevs av Thomas Archibald Sprague. Cuphea bombonasae ingår i släktet blossblommor, och familjen fackelblomsväxter. Inga underarter finns listade i Catalogue of Life.